# Cronologia istoriei LGBTQ în România
Actele homosexuale din România au fost decriminalizate în data de 6 septembrie 2001.

## Evul mediu
La fel ca o mare parte a Europei din acea vreme, Evul Mediu românesc a fost caracterizat în mare parte de muncă grea și sărăcie cauzate de clasismul social. Aceste probleme au contribuit la apariția unor probleme mai ample de regresiune socială, represiune și opresiune, cu excepția elitei. Datorită vieții grele din acea vreme, moralitatea era ținută la o valoare extrem de mare, creștinizarea (de către Sfântul Andrei în Dobrogea), precum și localizarea geografică a țării (aproximativ „unde estul se întâlnește cu vestul”) aveau un impact mare asupra fervorii religioase locale. Problemele politice și războiul cu Imperiul Otoman au contribuit la islamofobie răspândită și au amplificat sentimentul de bigotism al populației, în special față de cei necredincioși sau față de cei acuzați de „comportamente păgâne”. Există dovezi cu pedepse dure pentru cei prinși în homosexualitate sau acuzați de aceasta - deși, de obicei, pedeapsa exista doar pentru cetățenii săraci. Nobilimea putea participa în mod liber în orice dorințe sexuale, cu toate că nu întotdeauna era complet discret și nici cu aprobarea completă a colegilor săi de elită. Sexul și sexualitatea, ca regulă generală, erau în mare parte descurajate și disprețuite în Europa medievală, cu excepția cazului în care procrearea era scopul final. Cu toate acestea, dovezi ale homosexualității și ale persoanelor LGBT în Evul Mediu românesc pot fi găsite în cartea lui Dan Horia Mazilu, Voievodul, dincolo de sala tronului :
- Radu cel Frumos a fost violat la Adrianopole (actualul oraș Edirne), la curtea sultanului Murad al II-lea.
- Porecla Radu, fratele lui Vlad Țepeș (cel Frumos), rezultă din trăsăturile și comportamentul efeminat al prințului.
- Iliaș Rareș s-ar fi convertit la islam pentru a obține favoruri sexuale. Comportamentul său bisexual este menționat și de istoricul Dan Horia Matei, având ca sursă cronica lui Grigore Ureche.
- Mihnea Turcitul este presupusul iubit al lui Koca Sinan Pasha.
- Alexandru Iliaș ar fi recurs la prostituate, cea mai cunoscută fiind un homosexual grec, Batiste Veveli, un fapt menționat și de Miron Costin în cronica sa.

## Epoca modernă
- 1864 – Codul penal promulgat de Alexandru Ioan Cuza,[3] inspirat de modelul francez, nu prevede nicio pedeapsă pentru actele homosexuale.[4] La sfârșitul secolului al XIX-lea, Codul Penal din Transilvania, în vigoare din 1878, pedepsea doar violul între persoane de același sex,[5] stipulat în articolul 242.
- 1929 – Pamfil Șeicaru l-a numit pe scriitorul Panait Istrati „biet poet al fundurilor deflorate”. Istrati este primul autor român care a scris un roman – Chira Chiralina – în care un personaj este homosexual.[6]
- 1933 – Scriitorul Geo Bogza a fost închis pentru o scurtă perioadă în penitenciarul Văcărești pentru comportament indecent. Bogza tocmai publicase volumul de poezie Poemul invectivă. Una dintre creațiile sale este despre un pederast. Nicolae Ceaușescu a fost și el închis la Doftana, în anii 1930, pentru agitație comunistă. După Revoluție, au existat discuții aluzive la relațiile homosexuale pe care tânărul Ceaușescu le întreținuse la Doftana cu colegii săi de acolo.[7]
- 1936 – Codul penal al lui Carol al II-lea incriminează relațiile homosexuale consimțite. Articolul 431 prevede închisoarea pentru „acte de inversiune sexuală” atunci când provoacă scandal public. Astfel, orice act de inversiune sexuală adus la cunoștința publică putea fi pedepsit cu închisoare de la șase luni la doi ani.[6]

## În timpul regimului comunist
- 1947 – Pedeapsa pentru inversiune sexuală crește odată cu instalarea regimului comunist. Astfel, cea mai blândă pedeapsă a fost incarcerarea pentru doi ani.
- 1957 – Codul penal este din nou modificat, pederaștii fiind pedepsiți cu închisoarea de la trei la zece ani.
- 1968 – Homosexualitatea apare ca termen lingvistic în noul Cod penal. Din punct de vedere ideologic, homosexualitatea era neproductivă pentru comuniști, care aveau nevoie de mame eroine și de o tendință demografică ascendentă. Marea Adunare Națională elaborează o versiune complet revizuită a Codului Penal, iar actele sexuale între persoane de același sex sunt considerate infracțiuni împotriva persoanei și pedepsite de articolul 200: „relațiile sexuale între persoane de același sex se pedepsesc cu închisoare de la unu la cinci ani”.[8]
- 1977 – Ion Negoițescu, homosexual declarat, îi scrie disidentului anticomunist Paul Goma, în semn de solidaritate. Securitatea preferă să scormonească trecutul intim al lui Negoițescu decât să-l aresteze pentru atentat la securitatea națională, ceea ce ar fi dat vina pe România la nivel internațional. Tânărul scriitor Petru Romoșanu, cu care Negoițescu ar fi avut relații homosexuale, este obligat de Securitate să-l denunțe ca fiind homosexual pe Negoițescu și pe alți scriitori. Negoițescu are o tentativă de suicid cu medicamente. Negoițescu și alți scriitori homosexuali au scăpat de condamnare prin intervenția scriitorului Ștefan Augustin Doinaș, deconspirat după anii 1990 ca și colaborator al Securității.
- 1981–85 – Departamentul „Morală” al Miliției din București a efectuat o anchetă amplă în această perioadă. 54 de bucureșteni gay ar fi trebuit judecați și condamnați. Însă cazul a fost oprit de Suzana Gâdea, ministrul Culturii în acei ani, printre inculpați s-au numărat numeroși artiști și chiar oficiali ai Comitetului Central.[6]

## Schimbări din 1993

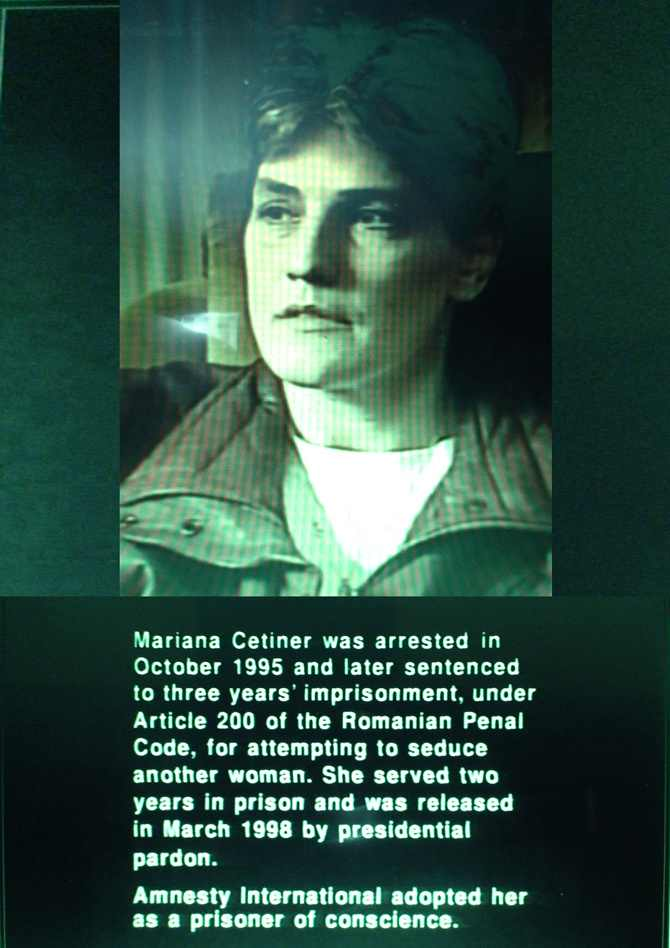
Mariana Cetiner

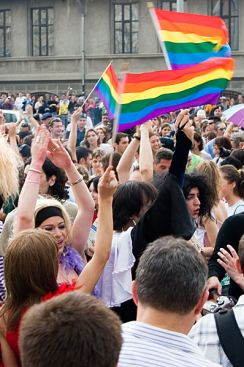
Prima paradă Bucharest Pride din 2005 (cunoscută pe atunci sub numele de GayFest)

- 1993 – Ciprian Cucu (17) și Marian Mutașcu (22), doi homosexuali declarați din Timișoara, au fost denunțați Poliției de către sora mai mare a lui Cucu. Cei doi au fost arestați în ianuarie 1993. Potrivit lui Cucu, „Am fost primul interogat. Anchetatorii m-au numit «curvă» în repetate rânduri...”.[9] Pe 9 iunie, ambii au fost condamnați; Mutașcu a primit doi ani de închisoare, iar Cucu un an. În mare parte datorită presiunilor intense din partea comunității internaționale, aceste pedepse au fost suspendate. În mai 1995, Mutașcu s-a sinucis, din cauza unor glume publice.
- 1995 – Mariana Cetiner (n. 1957) a fost arestată pentru că ar fi încercat să convingă o altă femeie (Adina Vana) să întrețină relații sexuale cu ea.[10] A petrecut trei ani în închisoare până când a fost grațiată de președintele Emil Constantinescu, la insistențele Amnesty International. Ea a fost ultima cetățeană româncă închisă în temeiul articolului 200.
- 25 octombrie 1996 – Este fondată organizația ACCEPT, prima entitate din România care a militat pentru drepturile LGBT.[11]
- 2001 – Guvernul adoptă o ordonanță de urgență care abrogă articolul 200 din Codul penal, pentru a elimina orice discriminare pe motive de orientare sexuală. Abrogarea articolului a fost una dintre condițiile aderării la UE.[12]
- 2004 – ACCEPT organizează primul festival gay din România, sub titlul „Festivalul Diversității”, eveniment care a inclus un festival de film gay, o expoziție de postere și fotografii, lansări de carte și dezbateri publice.
- 2005 – Are loc GayFest București, prima paradă Gay Pride din România. Un eveniment istoric pentru mișcarea LGBT din România.
- 2017 – Prima paradă Pride în afara Bucureștiului are loc la Cluj-Napoca.
- 2018 – Un referendum pentru stabilirea unei interdicții constituționale a căsătoriei între persoane de același sex a eșuat din cauza prezenței scăzute la vot (21,1%).[13]
- 2023 – Curtea Europeană a Drepturilor Omului hotărăște că statul român încalcă articolul 8 din Convenția Europeană a Drepturilor Omului – dreptul la respectarea vieții private și de familie – prin faptul că nu permite cuplurilor de același sex să se căsătorească sau să înregistreze parteneriate civile.[14]